# Garamantes

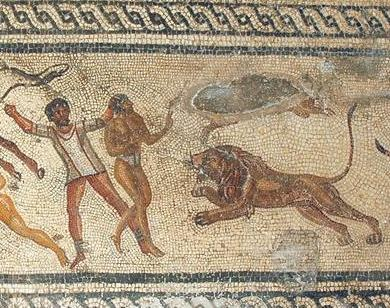
Um mosaico representando a execução de garamantes no Anfiteatro de Léptis Magna.

Os garamantes (possivelmente do berbere "igherman", com o significado de "cidades") foram um povo do deserto do Saara que empregou um elaborado sistema subterrâneo de irrigação, e fundou um próspero reino berbere na região de Fezã, atuais Tunísia e Líbia. Constituíram-se num poder regional entre 500 a.C.e 700 d.C.
A informação documental a seu respeito é escassa. Até mesmo o nome "garamantes" é um título grego que os romanos posteriormente adotaram. A informação disponível provém, principalmente, de fontes gregas e romanas, assim como de escavações arqueológicas na região, embora extensas áreas de ruínas ainda permaneçam por escavar. Uma outra importante fonte de informações tem sido a abundante arte rupestre, muita da qual aborda a vida antes da ascensão do reino.

## Garamana
Garamana